# Santa Coloma del Castellvell
Santa Coloma del Castellvell és una església romànica del municipi d'Olius (Solsonès), protegida com a bé cultural d'interès local.

## Descripció
És una església d'una nau i absis rodó, la nau coberta amb volta de canó. El cos preabsidal visible a l'exterior per damunt de l'absis, es correspon a l'interior amb l'arc apuntant que s'inicia.
Està orientada a l'est. El tipus de construcció és a partir d'un parament de grans carreus en filades. Té una cornisa de pedres trapezoïdals amb bisell a l'absis de dues esqueixades i arc de mig punt i grans dovelles. Hi ha una finestra a l'absis de dues esqueixades i arc de mig punt monolític treballant en la part inferior d'un paral·lelepípede. N'hi ha una altra d'una esqueixada, en sagetera al frontis. Les mides són: 5,50 x 11,60 m.

## Història
L'Església de Santa Coloma, no està esmentada a l'acta de consagració de l'any 839.
La volta d'arrencada gòtica és una modificació posterior i possiblement feta actualment.
Està situada prop de la casa Coloma.